# 駐清奈臺北經濟文化辦事處
駐清奈臺北經濟文化辦事處（英語：Taipei Economic and Cultural Center in Chennai），亦稱駐清奈辦事處，位于印度坦米爾那都邦欽奈，成立于2012年，它代表了中華民國（台灣）在印度南部各邦和地区的利益，尽管双方没有正式建交，但其依旧作为事实上的领事馆而运作。。与此同时，该中心还负责管理与斯里兰卡的关系。
台湾在印度首都新德里另設有一个相當於大使館的駐印度台北经济文化中心。其负责管理与尼泊尔和不丹的关系，并与位于泰国曼谷的駐泰國台北經濟文化辦事處共同负责管理孟加拉国的关系。
印度在台湾的对应机构是位于台北的印度-台北協會。